# شبکه‌های همپوشان

شکل یک: یک شبکه همپوشان

شکل دو: مدلی از لایه‌های منطقی یک شبکه همپوشان

شبکه همپوشان (به انگلیسی: overlay network) شبکه رایانه‌ای است که به صورت منطقی در بالادست یک شبکه ی دیگر ساخته می‌شود. هر گره (شبکه) از این شبکه توسط یک لینک فیزیکی یا مجازی به گره ی متناظر در شبکه پایینی متصل است.

برای نمونه شبکه‌های  رایانش توزیع‌شده، رایانش ابری,همتا به همتا (رایانه) و برنامه‌های مدل کارخواه-کارساز(به انگلیسی: client-server) همگی نمونه‌هایی از شبکه‌های همپوشان هستند چراکه همگی بر روی شبکه پایین دستی اینترنت اجرا می‌شوند.

خود شبکه ی اینترنت یک شبکه همپوشان(به انگلیسی: overlay network) بر روی شبکه تلفن به عنوان شبکه پایین دستی است.

البته امروزه صدا روی پروتکل اینترنت(به انگلیسی: Voice Over IP (VOIP)) دوباره شبکه ی تلفنی است که بر روی شبکه اینترنت به عنوان شبکه پایین دستی ساخته شده‌است.

## کابردهای شبکه‌های همپوشان

### در مخابرات
شبکه‌های همپوشان در مخابرات بخاطر مزایای مدارگزینی و تجهیزات فیبر نوری استفاده می‌شوند. تمام ارتباطات مخابراتی دست کم شبکه‌ای همپوشان بر روی شبکه فیبر نوری هستند.

### در اینترنت
شبکه اینترنت خود به عنوان شبکه پایه برای ساخت شبکه‌های همپوشان(به انگلیسی: overlay network) ای استفاده می‌شود که تمایل به استفاده از مزایای مسیریابی (شبکه) بدون مشخص کردن نشانی پروتکل اینترنت(به انگلیسی: IP Address) دارند.
برای نمونه جداول توزیع شده ی هش (به انگلیسی: distributed hash tables) می‌توانند برای مسیر یابی یک بسته با آدرس منطقی بکار روند.

امروزه شبکه‌های همپوشان(به انگلیسی: overlay network) می‌تواند به منظور بهبود اینترنت برای نمونه در ارائه جریان داده(به انگلیسی: streaming media) بکار روند.

## فهرست شبکه‌های همپوشان
شبکه‌های همپوشان بر مبنای مجموعه پروتکل اینترنت:
- جداول توزیع شده ی هش به اختصار  (DHTs), مانند KAD و سایر شبکه‌های مبتنی بر پروتکل مانند الگوریتم  Kademlia
- JXTA
- بیشتر همتا به همتا (رایانه) شامل  ناتلا, Gnutella2, Freenet وI2P. (مثلن: Limewire, Shareaza, میوتورنت, Tribler,...)
- PUCC
- فرانس تله‌کوم سیستم‌های اشتراک‌های بزرگ دنیای مجازی
- HyParView:یک ربات بزرگ ساخته شده برای شایعه پراکنی

شبکه‌های همپوشان مبتنی بر پروتکل   قرارداد داده‌نگار کاربر:
- Real Time Media Flow Protocol - ادوبی فلش